# Попеску, Николай Николаевич
Николай Николаевич Попеску (рум. Nicolae (Nicu) Popescu; род. 25 апреля 1981, Кишинёв, Молдавская ССР, СССР) — молдавский государственный и политический деятель, дипломат. Вице-премьер и министр иностранных дел и европейской интеграции Республики Молдова с 6 августа 2021 по 29 января 2024 года.
Приглашённый профессор Института политических исследований (Sciences Po) в Париже. В прошлом — министр иностранных дел и европейской интеграции Республики Молдова (2019).

## Биография
Родился 25 апреля 1981 года в Кишинёве.

### Образование
Окончил Московский государственный институт международных отношений МИД Российской Федерации в 2002 году.
Получил докторскую степень по международным отношениям Центрально-Европейского университета в Будапеште.
Владеет румынским, английским, русским и французским языками.

### Трудовая деятельность
В 2005—2007 годах — научный сотрудник Центра европейских политических исследований (CEPS) в Брюсселе. В 2007—2009 и 2011—2012 годах — старший научный сотрудник Европейского совета по международным отношениям (ECFR) в Лондоне. В 2010 и 2012—2013 годах — старший советник по внешней политике премьер-министра Республики Молдова Владимира Филата.
С июля 2013 по июнь 2018 года Нику Попеску был старшим аналитиком Института исследований в сфере безопасности ЕС (EUISS) в Париже. Он специализировался на России и странах Восточного партнёрства.
Директор программы «Расширенная Европа» (Wider Europe) Европейского совета по международным отношениям (ECFR). Специализируется на отношениях Европейского союза с Россией и странами Восточного партнёрства.
8 июня 2019 года получил портфель министра иностранных дел и европейской интеграции Республики Молдова в правительстве Майи Санду. 12 ноября парламент Республики Молдова выразил вотум недоверия правительству.
3 августа 2021 года предложен кандидатом на пост вице-премьера и министра иностранных дел и европейской интеграции Республики Молдова в правительство кандидата на пост премьер-министра Натальи Гаврилицы. Парламент Республики Молдова утвердил правительство 6 августа.
При нём 23 июня 2022 года Республика Молдова стала кандидатом на вступление в Европейский союз.
16 февраля 2023 года переутверждён в должности вице-премьера и министра иностранных дел и европейской интеграции Республики Молдова в новом правительстве во главе с Дорином Речаном.
24 января 2024 года на пресс-конференции объявил о своём уходе с должности вице-премьера и министра иностранных дел и европейской интеграции Республики Молдова заявив: «Сейчас мне нужен перерыв. В то же время заверяю вас, что продолжу вносить вклад в усилия президента Майи Санду и команды правительства, направленные на вступление Республики Молдова в Европейский союз».

## Награды
- Орден Республики (26 декабря 2023 года, Республика Молдова) — в знак высокой оценки профессионализма, проявленного в области внешней политики, за постоянную поддержку усилий по европейской интеграции Республики Молдова, а также за огромный вклад в начало переговоров по  вступлению нашей страны в Европейский союз[13].

## Критика
Некоторые оппозиционные СМИ Республики Молдова отмечают, что Нику Попеску больше пятнадцати лет не проживал в Молдове и называют Попеску «приглашённым иностранцем». Также СМИ утверждают, что министр, якобы не имея достаточного политического опыта, в большей степени является «теоретиком».